# Inman, Kansas
Inman är en ort i McPherson County i Kansas. Vid 2010 års folkräkning hade Inman 1 377 invånare.